# 마크 쉐인버그
마크 쉐인버그(Mark Scheinberg)는 이스라엘계 캐나다인 사업가로서, 온라인 도박 회사인 포커스타스의 설립자다.

## 생애
1973년 이스라엘에서 태어났다. 13세에 캐나다 토론토로 이민왔다. 28살에 부친인 이사이 쉐인버그와 함께, 세계에서 가장 큰 온라인 도박업체 포커스타스(PokerStars)를 설립했다. 2017년 현재 자산은 41억 달러(4조 9000억 원)이다. 쉐인버그는 포커스타스의 모기업인 릴레이션 그룹(Relation)의 최대주주이다.